# Call Cobbs
Harvey Call Cobbs Jr. (* 30. Juni 1911 in Springfield, Ohio; † 21. September 1971 in New York City) war ein amerikanischer Jazzpianist (auch: Rocksichord, Orgel).

## Leben und Wirken
Ben Webster bewegte Cobbs und Kenny Clarke 1937, nach New York zu gehen, wo Cobbs mit Clarke und dessen Stiefbruder, dem Bassisten Frank Spearman, ein Trio bildete, das in Harlem arbeitete. Als Cobbs für Art Tatum als Sekretär und Blindenführer arbeitete, brach das Trio auseinander. Später begleitete er Billie Holiday und ersetzte Hampton Hawes in der Band von Wardell Gray. Cobbs spielte in Big Bands (etwa bei Jimmy Mundy) und gehörte 1954 zur Band von Johnny Hodges (ebenso wie John Coltrane, mit dem er auch in dessen Combo spielte).
Zwischen 1964 und 1970 gehörte er mit Unterbrechungen zur Gruppe von Albert Ayler, deren musikalischer Leiter er teilweise war. 1967 spielte er mit ihm auf dem Montreal Jazz Festival. Mit Ayler trat er 1970 auch in Frankreich auf. Der blues- und gospelorientierte Stil Cobbs und die von ihm eingesetzten Spinett-Klangfarben auf dem elektronischen Rocksichord bildeten einen Kontrast zum Free Jazz Aylers, den Kritiker Henry Kuntz ähnlich reizvoll wie das Spiel von Fred Van Hove im Trio mit Peter Brötzmann und Han Bennink fand. Cobbs starb, nachdem ihn ein Auto in der Bronx angefahren hatte.

## Diskographische Hinweise
- Jack McVea Two Timin' Baby. Juke Box Lil
- Jimmy Rushing 1946-1953. Jazz Classics
- Johnny Hodges The Jeep is Jumpin (1954)
- John Coltrane Complete Studio Sessions with Johnny Hodges. Definitive Records
- Albert Ayler Spirits Rejoice. ESP-Disk (1965)
- Albert Ayler Love Cry.  Impulse (1967)
- Albert Ayler New Grass. Impulse (1968)
- Albert Ayler Nuits de la Fondation Maeght, Vol. 1 (1971)
- Albert Ayler Swing Low Sweet Spiritual. Osmosis (1971, rec. 1964)